# دانييل كان
دانييل كان (بالهولندية: Daniel Kan) هو رياضياتي هولندي، ولد في 4 أغسطس 1927 في أمستردام في هولندا، وتوفي في 4 أغسطس 2013 في نيوتن في الولايات المتحدة.